# Valentin Nikolajev (voetballer)
Valentin Nikolajev  (Russisch: Валенти́н Алекса́ндрович Никола́ев) (Jerosovo, 16 augustus 1921 – Moskou, 9 oktober 2009) was een profvoetballer uit de Sovjet-Unie. Hij speelde ook professioneel ijshockey en bandy.  

## Biografie
Nikolajev begon zijn carrière bij CDKA Moskou, het huidige CSKA en won er vijf keer de titel en drie keer de beker mee. Ook werd hij topschutter in 1947. In 1952 maakte hij zijn debuut voor het nationale elftal op de Olympische Spelen.
Na zijn spelerscarrière werd hij trainer en won in 1970 met CSKA de landstitel.